# SBS 화요 드라마
SBS 화요 드라마는 대한민국의 SBS에서 매주 화요일에 방송되었던 TV 드라마 작품이다.

## 작품 리스트
|  | - 아래의 텔레비전 드라마 중 2002년 11월 이후에 시청 가능 연령을 표시하는 드라마 등급 제도를 의무적으로 시행하고 있습니다. - 2017년 3월 1일부터 TV 프로그램 등급 표시 외에 주제, 폭력성, 선정성, 언어, 모방 위험 등 분류 사유 표시를 의무적으로 시행하고 있습니다. |

### 1990년대
- 《여형사 8080》 : 1992년 5월 19일 ~ 1992년 8월 11일
- 《열정시대》 : 1993년 1월 5일 ~ 1993년 10월 12일

## 같이 보기
- SBS 월화 드라마